# Seznam mezinárodních poznávacích značek
Toto je seznam mezinárodních poznávacích značek motorových vozidel všech států a území světa, abecedně seřazený primárně podle MPZ. Hvězdičkou (*) jsou označeny neoficiální MPZ nezařazené (dosud) v oficiálním seznamu OSN.
Z jednopísmenných MPZ jsou v současnosti volné „O“, „R“ (dříve Rumunsko), „U“, „W“, „X“ a „Y“ (dříve Jugoslávie).

## Současné MPZ
| Stát (území)                   | Kód   | Od roku                    | Předtím                                                                              | Poznámka |
| ------------------------------ | ----- | -------------------------- | ------------------------------------------------------------------------------------ | --- |
| Rakousko                       | A     | 1910                       |                                                                                      | Austria |
| Afghánistán                    | AFG   | 1971                       |                                                                                      | Afghanistan |
| Antigua a Barbuda              | AG*   |                            |                                                                                      | Antigua and Barbuda |
| Albánie                        | AL    | 1934                       |                                                                                      | |
| Andorra                        | AND   | 1957                       |                                                                                      | |
| Angola                         | ANG*  |                            | PAN (1932–1957), P (1957–1975)                                                       | dříve Portugal-Angola, nebo přímá součást Portugalska |
| Arménie                        | ARM   | 1992                       | SU                                                                                   | dříve součást Sovětského svazu |
| Austrálie                      | AUS   | 1954                       |                                                                                      | |
| Ázerbájdžán                    | AZ    | 1993                       | SU                                                                                   | dříve součást Sovětského svazu |
| Belgie                         | B     | 1910                       |                                                                                      | |
| Bangladéš                      | BD    | 1978                       |                                                                                      | |
| Barbados                       | BDS   | 1956                       |                                                                                      | |
| Burkina Faso                   | BF    | 1990                       | RHV, HV                                                                              | dříve (République de) Haute Volta (Horní Volta) |
| Bulharsko                      | BG    | 1910                       |                                                                                      | Bulgaria |
| Belize                         | BH    | 1938                       |                                                                                      | British Honduras, neoficiálně používá BZ |
| Bhútán                         | BHT*  |                            |                                                                                      | |
| Bosna a Hercegovina            | BIH   | 1993                       | YU                                                                                   | Bosna i Hercegovina, dříve součást Jugoslávie |
| Bolívie                        | BOL   | 1967                       |                                                                                      | |
| Brazílie                       | BR    | 1930                       |                                                                                      | |
| Bahrajn                        | BRN   | 1954                       |                                                                                      | |
| Brunej                         | BRU   | 1956                       |                                                                                      | |
| Bahamy                         | BS    | 1950                       |                                                                                      | Bahamas |
| Burundi                        | BU    |                            | RU                                                                                   | dříve součást území Ruanda-Urundi |
| Britské Panenské ostrovy       | BVI   |                            |                                                                                      | British Virgin Islands |
| Botswana                       | BW*   |                            |                                                                                      | oficiálně RB |
| Bělorusko                      | BY    | 2004 (de facto 1992)       | SU                                                                                   | Byelorussia, dříve součást Sovětského svazu Může být jako Bylorussia jako Bělorusko                                                                                   |
| Belize                         | BZ*   |                            |                                                                                      | oficiálně BH |
| Kuba                           | C     | 1930                       |                                                                                      | Cuba |
| Kamerun                        | CAM   | 1952                       |                                                                                      | Cameroon |
| Kanada                         | CDN   | 1956                       |                                                                                      | Canadian Dominion |
| Švýcarsko                      | CH    | 1911                       |                                                                                      | Confoederatio Helvetica |
| Pobřeží slonoviny              | CI    | 1961                       |                                                                                      | Côte d' Ivoire |
| Srí Lanka                      | CL    | 1961                       |                                                                                      | starý název Ceylon |
| Čína                           | CN*   |                            | RC                                                                                   | China, dříve Republic of China (dnes užívá RC pouze Čínská republika na Tchaj-wanu)                                                                                   |
| Kolumbie                       | CO    | 1952                       |                                                                                      | Colombia |
| Kostarika                      | CR    | 1956                       |                                                                                      | Costa Rica |
| Kapverdy                       | CV*   |                            |                                                                                      | Cabo Verde |
| Kypr                           | CY    | 1932                       |                                                                                      | Cyprus |
| Česko                          | CZ    | 1993                       | CS                                                                                   | Czechia, dříve součást Československa |
| Německo                        | D     | 1910                       |                                                                                      | Deutschland; do roku 1974 také používáno Východním Německem, které poté používalo DDR do sjednocení Německa v roce 1990                                               |
| Džibutsko                      | DJI*  |                            |                                                                                      | Djibouti |
| Dánsko                         | DK    | 1914                       |                                                                                      | Denmark |
| Dominikánská republika         | DOM   | 1952                       |                                                                                      | |
| Alžírsko                       | DZ    | 1962                       |                                                                                      | Djazayer |
| Španělsko                      | E     | 1910                       |                                                                                      | España |
| Keňa                           | EAK   | 1938                       |                                                                                      | East Africa Kenya |
| Tanzanie                       | EAT   | 1938                       |                                                                                      | East Africa Tanzania (původně Tanganyika) |
| Uganda                         | EAU   | 1938                       |                                                                                      | East Africa Uganda |
| Ekvádor                        | EC    | 1962                       |                                                                                      | Ecuador |
| Eritrea                        | ER    | 1993                       | AOI (1890–1936), ETH (1964–1993)                                                     | dříve Africa Orientale Italiana (Italská východní Afrika, později součást Etiopie                                                                                     |
| Salvador                       | ES    | 1978                       |                                                                                      | El Salvador |
| Estonsko                       | EST   | 1993                       | EW (1919–1940, 1991–1993), SU (1940–1991)                                            | Eesti Vabariik, dříve též součást Sovětského svazu |
| Egypt                          | ET    | 1927                       |                                                                                      | |
| Etiopie                        | ETH   | 1964                       |                                                                                      | Ethiopia |
| Francie                        | F     | 1910                       |                                                                                      | |
| Finsko                         | FIN   | 1993                       | SF                                                                                   | dříve podle Suomi / Finland (název finsky a švédsky) |
| Fidži                          | FJI   | 1971                       |                                                                                      | Fiji |
| Lichtenštejnsko                | FL    | 1923                       |                                                                                      | Fürstentum Liechtenstein |
| Faerské ostrovy                | FO    | 1996                       |                                                                                      | Føroyar (někdy neoficiálně FØ) |
| Mikronésie                     | FSM*  |                            |                                                                                      | Federated States of Micronesia |
| Gabon                          | G     | 1974                       |                                                                                      | |
| Alderney                       | GBA   | 1924                       |                                                                                      | Great Britain – Alderney |
| Guernsey                       | GBG   | 1924                       |                                                                                      | Great Britain – Guernsey |
| Jersey                         | GBJ   | 1924                       |                                                                                      | Great Britain – Jersey |
| Man                            | GBM   | 1932                       |                                                                                      | Great Britain – Isle of Man |
| Gibraltar                      | GBZ   | 1924                       |                                                                                      | Great Britain – Gibraltar (Z vybráno, protože GBG bylo určeno pro Guernsey; srovnej hist. GBY pro Maltu)                                                              |
| Guatemala                      | GCA   | 1956                       |                                                                                      | Guatemala, Central America |
| Gruzie                         | GE    | 1992                       | SU                                                                                   | Georgia, dříve součást Sovětského svazu |
| Ghana                          | GH    | 1959                       |                                                                                      | |
| Rovníková Guinea               | GQ*   |                            |                                                                                      | Guiné Equatorial |
| Řecko                          | GR    | 1913                       |                                                                                      | Graecia |
| Guyana                         | GUY   | 1972                       | BRG                                                                                  | dříve British Guiana |
| Guinea-Bissau                  | GW*   |                            |                                                                                      | |
| Maďarsko                       | H     | 1910                       |                                                                                      | Hungaria |
| Hongkong                       | HK*   | 1932                       |                                                                                      | HongKong |
| Jordánsko                      | HKJ   | 1966                       | JOR                                                                                  | Hashemite Kingdom of Jordan |
| Honduras                       | HN*   |                            |                                                                                      | |
| Chorvatsko                     | HR    | 1992                       | SHS (1919–1929), Y (1929–1953), YU (1953–1992), počátkem 90. let neoficiálně též CRO | Hrvatska (Croatia), do 1992 součást Jugoslávie (Yugoslavia, resp. do 1929 Kraljevina Srba, Hrvata i Slovenaca)                                                        |
| Itálie                         | I     | 1919                       |                                                                                      | |
| Izrael                         | IL    | 1952                       |                                                                                      | |
| Indie                          | IND   | 1947                       |                                                                                      | |
| Írán                           | IR    | 1936                       |                                                                                      | |
| Irsko                          | IRL   | 1962                       | SE (1924–1936), EIR (1936–1962)                                                      | Ireland, dříve podle Saorstát Éireann, Éire |
| Irák                           | IRQ   | 1930                       |                                                                                      | Iraq |
| Island                         | IS    | 1936                       |                                                                                      | |
| Japonsko                       | J     | 1964                       |                                                                                      | |
| Jamajka                        | JA    | 1932                       |                                                                                      | |
| Kambodža                       | K     | 1956                       |                                                                                      | Kampuchea |
| Svatý Kryštof a Nevis          | KAN*  |                            |                                                                                      | |
| Kiribati                       | KIR*  |                            |                                                                                      | |
| Grónsko                        | KN*   |                            | GRO                                                                                  | Kalaalit Nunaat |
| Severní Korea                  | KP*   |                            |                                                                                      | |
| Kyrgyzstán                     | KS    | 1992                       | SU                                                                                   | dříve součást Sovětského svazu |
| Saúdská Arábie                 | KSA   | 1973                       | SA                                                                                   | Kingdom of Saudi Arabia |
| Kuvajt                         | KWT   | 1954                       |                                                                                      | |
| Kazachstán                     | KZ    | 1992                       | SU                                                                                   | dříve součást Sovětského svazu |
| Lucembursko                    | L     | 1910                       |                                                                                      | |
| Laos                           | LAO   | 1959                       |                                                                                      | |
| Libye                          | LAR   | 1972                       |                                                                                      | Libyan Arab Republic |
| Libérie                        | LB    | 1967                       |                                                                                      | |
| Lesotho                        | LS    | 1967                       |                                                                                      | |
| Litva                          | LT    | 1992                       | SU                                                                                   | dříve součást Sovětského svazu |
| Lotyšsko                       | LV    | 1992                       | LR (1927–1940), SU (1940–1991)                                                       | Latvija, Latvijas republika, dříve též součást Sovětského svazu |
| Malta                          | M     | 1966                       | GBY (1924–1966)                                                                      | |
| Maroko                         | MA    | 1924                       |                                                                                      | Maroc |
| Malajsie                       | MAL   | 1967                       | PRK, FM (1954–1957), PTM (1957–1967)                                                 | dříve Perak, Federated Malay States, Persekutuan Tanah Melayu |
| Monako                         | MC    | 1910                       |                                                                                      | Monaco |
| Moldavsko                      | MD    | 1992                       | SU                                                                                   | dříve součást Sovětského svazu |
| Mexiko                         | MEX   | 1952                       |                                                                                      | |
| Mongolsko                      | MGL   | 1997                       |                                                                                      | |
| Marshallovy ostrovy            | MH*   |                            |                                                                                      | |
| Černá Hora                     | MNE   | 2006                       | MN (1913–1919), SHS (1919–1929), Y (1929–1953), YU (1953–2003), SCG (2003–2006)      | Montenegro, dříve též součást Království SHS (Kraljevina Srba, Hrvata i Slovenaca), později Jugoslávie (Yugoslavija) a státu Srbsko a Černá Hora (Srbija i Crna Gora) |
| Mosambik                       | MOC   | 1975 (a předtím 1932–1956) | P (1957–1975)                                                                        | Moçambique, dříve součást Portugalska |
| Mauricius                      | MS    | 1938                       |                                                                                      | |
| Maledivy                       | MV*   |                            |                                                                                      | |
| Malawi                         | MW    | 1965                       | NP (1938–1970), volitelně RNY (1960–1965)                                            | dříve Protektorát Ňasko (Nyasaland Protectorate), součást Federace Rhodésie a Ňaska (Federation of Rhodesia and Nyasaland)                                            |
| Myanmar (Barma)                | MYA*  |                            |                                                                                      | oficiálně BUR |
| Norsko                         | N     | 1922                       |                                                                                      | |
| Nizozemské Antily              | NA    | 1957                       |                                                                                      | Nederlandse Antillen |
| Namibie                        | NAM   | 1990                       | SWA                                                                                  | dříve South West Africa (Jihozápadní Afrika) |
| Nauru                          | NAU   | 1968                       |                                                                                      | |
| Nepál                          | NEP   | 1970                       |                                                                                      | |
| Nikaragua                      | NIC   | 1952                       |                                                                                      | Nicaragua |
| Nizozemsko                     | NL    | 1910                       |                                                                                      | Nederland(ia) |
| Severní Makedonie              | NMK   | 2019                       | MK (1992–2019), YU                                                                   | dříve Makedonie, dříve součást Jugoslávie |
| Nový Zéland                    | NZ    | 1958                       |                                                                                      | |
| Omán                           | OM*   |                            |                                                                                      | |
| Portugalsko                    | P     | 1910                       |                                                                                      | |
| Panama                         | PA    | 1952                       |                                                                                      | |
| Palau                          | PAL*  |                            |                                                                                      | |
| Peru                           | PE    | 1937                       |                                                                                      | |
| Pákistán                       | PK    |                            |                                                                                      | |
| Polsko                         | PL    | 1921                       |                                                                                      | |
| Podněstří                      | PMR*  |                            | SU                                                                                   | Pridnestrovskaja Moldavskaja Respublika, oficiálně MD jako součást Moldavska                                                                                          |
| Papua Nová Guinea              | PNG   | 1978                       |                                                                                      | |
| Palestina                      | PS*   |                            |                                                                                      | |
| Paraguay                       | PY    | 1952                       |                                                                                      | |
| Katar                          | Q     | 1972                       |                                                                                      | Qatar |
| Argentina                      | RA    | 1927                       |                                                                                      | República Argentina |
| Botswana                       | RB    | 1966                       | BP                                                                                   | Republic of Botswana, dříve Bechuanaland Protectorate, neoficiálně užívá BW                                                                                           |
| Tchaj-wan                      | RC    | 1932                       |                                                                                      | Republic of China (Čínská republika), původně pro celou Čínu |
| Středoafrická republika        | RCA   | 1962                       |                                                                                      | République Centrafricaine |
| Konžská republika              | RCB   | 1962                       |                                                                                      | République du Congo-Brazzaville |
| Chile                          | RCH   | 1930                       |                                                                                      | República de Chile |
| Guinea                         | RG    | 1972                       |                                                                                      | République de Guinée |
| Haiti                          | RH    | 1952                       |                                                                                      | République d' Haïti |
| Indonésie                      | RI    | 1955                       |                                                                                      | Republik Indonesia |
| Mauritánie                     | RIM   | 1964                       |                                                                                      | République islamique de Mauritanie |
| Kosovo                         | RKS*  | 2010                       | KS (1999–2010), SRB                                                                  | Republic of Kosovo, Srbsko (SRB) považuje Kosovo za část svého území                                                                                                  |
| Libanon                        | RL    | 1952                       |                                                                                      | République libanaise |
| Madagaskar                     | RM    | 1962                       |                                                                                      | République de Madagaskar |
| Mali                           | RMM   | 1962                       | AOF                                                                                  | République du Mali, dříve část Francouzské Západní Afriky (Africa Occidental Française)                                                                               |
| Niger                          | RN    | 1977                       | AOF                                                                                  | République du Niger, dříve část Francouzské Západní Afriky (Africa Occidental Française)                                                                              |
| Rumunsko                       | RO    | 1981                       | R                                                                                    | România |
| Jižní Korea                    | ROK   | 1971                       |                                                                                      | Republic of Korea (Korejská republika) |
| Filipíny                       | RP    | 1975                       |                                                                                      | Republic of the Philippines |
| San Marino                     | RSM   | 1932                       |                                                                                      | Repubblica di San Marino |
| Rusko                          | RUS   | 1992                       | SU                                                                                   | dříve část Sovětského svazu |
| Rwanda                         | RWA   | 1964                       |                                                                                      | |
| Švédsko                        | S     | 1911                       |                                                                                      | Suecia (Sverige) |
| Vatikán                        | SCV*  |                            |                                                                                      | Stato della Città del Vaticano, oficiálně V |
| Svazijsko                      | SD    | 1935                       |                                                                                      | Swaziland |
| Singapur                       | SGP   | 1952                       |                                                                                      | |
| Slovensko                      | SK    | 1993                       | CS (1919–1939, 1945–1992), SQ (1939–1945)                                            | dříve část Československa a podle francouzského Slovaquie |
| Sierra Leone                   | SLE*  |                            |                                                                                      | oficiálně WAL |
| Slovinsko                      | SLO   | 1992                       | SHS (1919–1929), Y (1929–1953), YU (1953–1992)                                       | dříve součást Království SHS (Kraljevina Srba, Hrvata i Slovenaca), později Jugoslávie (Yugoslavija)                                                                  |
| Surinam                        | SME   | 1936                       |                                                                                      | Suriname |
| Maltézský řád                  | SMOM* |                            |                                                                                      | Sovereign Military Order of Malta |
| Senegal                        | SN    | 1962                       |                                                                                      | |
| Somálsko                       | SO    | 1974                       |                                                                                      | |
| Šalomounovy ostrovy            | SOL*  |                            |                                                                                      | |
| Srbsko                         | SRB   | 2006                       | SB (1919), SHS (1919–1929), Y (1929–1953), YU (1953–2003), SCG (2003–2006)           | Srbija, dříve též součást Království SHS (Kraljevina Srba, Hrvata i Slovenaca), později Jugoslávie (Yugoslavija) a státu Srbsko a Černá Hora (Srbija i Crna Gora)     |
| Svatý Tomáš a Princův ostrov   | STP*  | 1975                       |                                                                                      | |
| Súdán                          | SUD   | 1963                       |                                                                                      | |
| Seychely                       | SY    | 1938                       |                                                                                      | |
| Sýrie                          | SYR   | 1952                       |                                                                                      | |
| Thajsko                        | T     | 1955                       |                                                                                      | |
| Čad                            | TCH   | 1973                       |                                                                                      | Tchad, také TD |
| Togo                           | TG    | 1973                       |                                                                                      | |
| Tádžikistán                    | TJ    | 1992                       | SU                                                                                   | Tajikistan, dříve součást Sovětského svazu |
| Východní Timor                 | TL*   |                            | P, RI                                                                                | Timor-Leste, dříve součást Portugalska a pak Indonésie |
| Turkmenistán                   | TM    | 1992                       | SU                                                                                   | dříve součást Sovětského svazu |
| Tunisko                        | TN    | 1957                       |                                                                                      | |
| Tonga                          | TO*   |                            |                                                                                      | |
| Turecko                        | TR    | 1935                       |                                                                                      | |
| Trinidad a Tobago              | TT    | 1964                       |                                                                                      | |
| Tuvalu                         | TUV*  |                            |                                                                                      | |
| Ukrajina                       | UA    | 1992                       | SU                                                                                   | dříve součást Sovětského svazu |
| Spojené arabské emiráty        | UAE   |                            |                                                                                      | United Arab Emirates |
| Spojené království             | UK    | 2021                       | GB                                                                                   | United Kingdom, dříve Great Britain (Velká Británie) |
| Spojené státy americké         | USA   | 1952                       |                                                                                      | United States of America |
| Uruguay                        | UY    | 2012                       | ROU                                                                                  | dříve podle República Oriental del Uruguay |
| Uzbekistán                     | UZ    | 1992                       | SU                                                                                   | dříve součást Sovětského svazu |
| Vatikán                        | V     | 1931                       |                                                                                      | používá se i SCV |
| Vietnam                        | VN    | 1953                       |                                                                                      | |
| Vanuatu                        | VU*   |                            |                                                                                      | |
| Gambie                         | WAG   | 1932                       |                                                                                      | West Africa – Gambia (Západní Afrika – Gambie) |
| Sierra Leone                   | WAL   | 1937                       |                                                                                      | West Africa – Sierra Leone, lokálně se používá SLE |
| Nigérie                        | WAN   | 1937                       |                                                                                      | West Africa – Nigeria |
| Dominika                       | WD    | 1954                       |                                                                                      | Windward Islands – Dominica (Návětrné ostrovy – Dominika) |
| Grenada                        | WG    | 1932                       |                                                                                      | Windward Islands – Grenada (Návětrné ostrovy – Grenada) |
| Svatá Lucie                    | WL    | 1932                       |                                                                                      | Windward Islands – Santa Lucia (Návětrné ostrovy – Svatá Lucie) |
| Samoa                          | WS    | 1962                       |                                                                                      | Western Samoa (Západní Samoa – původní název) |
| Svatý Vincenc a Grenadiny      | WV    | 1932                       |                                                                                      | Windward Islands – Saint Vincent (Návětrné ostrovy – Svatý Vincenc)                                                                                                   |
| Jemen                          | YAR   |                            |                                                                                      | Yemen Arab Republic (starý název) |
| Venezuela                      | YV    | 1955                       |                                                                                      | podle leteckého imatrikulačního kódu |
| Zambie                         | Z     | 1964                       | NR                                                                                   | dříve Northern Rhodesia (Severní Rhodesie) |
| Jižní Afrika                   | ZA    | 1936                       |                                                                                      | Zuid-Afrika (nizozemsky: Jižní Afrika) |
| Konžská demokratická republika | ZRE   |                            | CB, RCL, CGO, ZR                                                                     | Zaire (starý název), dříve Congo Belge, République du Congo-Léopoldville, Congo                                                                                       |
| Zimbabwe                       | ZW    | 1980                       | SR                                                                                   | dříve Southern Rhodesia (Jižní Rhodesie) |

## Historické MPZ
| kód | stát (území)                         | používáno | následováno | poznámka                                                                           |
| --- | ------------------------------------ | --------- | ----------- | ---------------------------------------------------------------------------------- |
| CS  | Československo                       | 1919–1992 | CZ, SK      | stát se rozdělil na Česko a Slovensko                                              |
| DDR | Východní Německo                     | 1974–1990 | D           | Deutsche Demokratische Republik, stát sjednocen se Západním Německem (D)           |
| GB  | Spojené království                   | 1910–2021 | UK          | Great Britain (Velká Británie)                                                     |
| R   | Rumunsko                             | do 1981   | RO          |                                                                                    |
| ROU | Uruguay                              | 1979–2012 | UY          | República Oriental del Uruguay                                                     |
| SCG | Srbsko a Černá Hora                  | 2003–2006 | SRB, MNE    | Srbija i Crna Gora, stát se rozdělil na Srbsko a Černou Horu                       |
| SHS | Království Srbů, Chorvatů a Slovinců | 1919–1929 | Y           | Kraljevina Srba, Hrvata i Slovenaca, stát změnil název na Jugoslávie (Yougoslavie) |
| SF  | Finsko                               | do 1993   | FIN         | Suomi / Finland (název finsky a švédsky)                                           |
| SQ  | Slovensko                            | 1939–1945 | CS          | podle francouzského Slovaquie, stát začleněn zpět do Československa                |
| SU  | Sovětský svaz                        | do 1991   | RUS atd.    | Soviet Union, stát se rozdělil na 15 (svazových) republik                          |
| Y   | Jugoslávie                           | 1929–1953 | YU          | Y začal používat Jemen                                                             |
| YU  | Jugoslávie, Jugoslávie               | 1953–2003 | SCG         | stát změnil název na Srbsko a Černá Hora                                           |